# Суворов, Александр Васильевич (психолог)
Алекса́ндр Васи́льевич Суво́ров (3 июня 1953, Фрунзе, Киргизская ССР — 26 января 2024) — советский и российский психолог, педагог, поэт. Автор работ по психологии, педагогике, философии психологии. Доктор психологических наук, профессор. Слепоглухой. Президент Сообщества семей слепоглухих.

## Биография
В возрасте трёх лет Саша Суворов полностью ослеп.
В 1962 году у него пропал слух (в 9 лет).
В 1964—1971 воспитывался в Загорском детском доме для слепоглухонемых детей.
В 1971 был переведён в Москву, в экспериментальную группу («Загорский эксперимент») лаборатории обучения и изучения слепоглухонемых детей НИИ дефектологии Академии Педагогических наук СССР. Подобный эксперимент стал возможен благодаря энтузиазму доктора психологических наук А. И. Мещерякова, доктора философских наук Э. В. Ильенкова, академика АПН СССР А. Н. Леонтьева и их друзей.
В 1971 обучался на факультете философии МГУ им. М. В. Ломоносова в качестве стажёра.
В 1972—1977 обучался на факультете психологии МГУ вместе с тремя другими слепоглухонемыми детьми: Натальей Корнеевой, Юрием Лернером и Сергеем Сироткиным. Правительство тогда тратило большие деньги на поддержку в обучении этой группы, у каждого был свой тактильный переводчик (см. статью «Загорский эксперимент»).
С 1977 года работал в НИИ общей и педагогической психологии Академии педагогических наук СССР (НИИ ОПП АПН СССР; в настоящее время — Психологический институт Российской академии образования, ПИ РАО). Его научным руководителем был Ильенков. 
С 1996 — доцент, с 1999 — профессор кафедры педагогической антропологии Университета Российской академии образования.
Скончался 26 января 2024 года на 71-м году жизни. Похоронен в Москве на Донском кладбище (Новая территория Донского монастыря) колумбарий 18, рядом с мамой, братом и сестрой.

## Научная деятельность
В 1994 в Психологическом институте Российской академии образования защитил кандидатскую диссертацию по теме «Саморазвитие личности в экстремальной ситуации слепоглухоты».
В 1996 в Психологическом институте Российской академии образования в форме доклада защитил докторскую диссертацию по теме «Человечность как фактор саморазвития личности».

## Научные труды

### Монографии
- Суворов А. В. Школа взаимной человечности. — М.: Издательство УРАО, 1995.
- Суворов А. В. «Слепоглухой в мире зрячеслышащих» — М.: ИПтК «Логос» ВОС, 1996.
- Суворов А. В. «Достоинство (лирико-психологическое самоисследование)» — М.: Издательство УРАО, 1997. — 100 с.
- Суворов А. В. «Экспериментальная философия» (сборник статей) — М.: Издательство УРАО, 1998. — 244 с.
- Суворов А. В. Разведчик на трудной планете: страницы из дневника. — Екатеринбург: Объединение «Дворец молодёжи», 1998. В 4-х выпусках. Выпуск I — 70 стр., вып. II — 40 стр., вып. III — 55 стр., вып. IV — 40 стр.
- Суворов А. В. Совместная педагогика. Курс лекций. — — М.:Издательство УРАО. Кафедра педагогики, истории образования и педагогической антропологии, 2001. — 222 с. (Тираж 2000 экз.)
- Суворов А. В. Мои любимые катакомбы. — (Сборник по библиотерапии, презентация которого состоялась в ПИ РАО 3 марта 2006.)
- Суворов А. В. Два варианта читательского развития в условиях слепоглухоты. — (Homo legens #3: Памяти Алексея Алексеевича Леонтьева (1936—2004); Ред. Б. В. Бирюков. — М.: Школьная библиотека, 2006. — 320 с. — (Профессиональная библиотека школьного библиотекаря. Серия 1. Вып. 7-8), с. 310—318.)
- Суворов А. В. Независимая жизнь и адаптация слепоглухих инвалидов в современном мегаполисе. Методическое руководство для работников социальной сферы / под ред. Т. А. Басиловой. — М.: МГППУ, 2008. — 252 с.
- Суворов А. В. ВСТРЕЧА ВСЕЛЕННЫХ, или Слепоглухие пришельцы в мире зрячеслышащих. — М.: ЭКСМО, 2018.

### Статьи
в научных журналах
- Суворов А. В. Наша учёба. // Вопросы философии. — 1975. — № 6. — С. 78—80.
- Суворов А. В. Проблема формирования воображения у слепоглухонемых детей.// Вопросы психологии. — 1983. — № 3. — С. 62—72.
- Суворов А. В. Второе рождение. // Наука и жизнь. — 1984. — № 9
- Суворов А. В. Мужество сознания (Э. В. Ильенков о тифлосурдопедагогике). // Вопросы философии. — 1988. — № 4. — С. 68—77. (Там же в приложении впервые опубликовано письмо Э. В. Ильенкова к А. В. Суворову.)
- Суворов А. В. Проблемы формирования и саморазвития личности в условиях слепоглухоты. // Психологический журнал. — 1988. — № 5. — С. 97—106.
- Суворов А. В. Обучение и воспитание слепоглухонемых детей. // Советская педагогика. — 1990. — № 3. — С. 20—24.
- Суворов А. В. Отчуждение, человечество, личность. // Свободная мысль. — 1993. — № 16. — С. 36 — 45.
- Суворов А. В. Не «человеческий фактор», а личность. — Свободная мысль. — 1994. — № 2 — 3 (сдвоенный). — С. 73—83.
- Суворов А. В. Оптимисты (к 70-летию А. И. Мещерякова и Э. В. Ильенкова). // Философские исследования. — 1994. — № 1.
- Суворов А. В. Средоточие Боли. // Философские исследования. — 1994. — № 2.
- Суворов А. В. Вчувствоваться, Вдуматься… — Психологический журнал. — 1995. — № 2.
- Суворов А. В. Человечность как фактор саморазвития личности. // Мир психологии. — 1996. — № 2. — С. 24—52.
- Суворов А. В. Чудновский В. Э., Карпова Н. Л. Из стенограммы необычной защиты. // Психологический журнал. — 1997. — № 1. — С. 169—174.
- Суворов А. В. Об Ильенковской философии религии. — («Школа Духовности», 1998. #2, стр. 29 — 35.)
- Суворов А. В., Ганжин В. Т.  Этика общения слепоглухих со зрячеслышащими. // Психологический журнал. — 1998. — № 6. — С. 28—38.
- Суворов А. В. Акмеологическая направленность совместной педагогики. — (Акмеологический институт. «Акмеология». Научно-практический журнал. — № 1(2), 2002, январь — март. — С. 50—54); статьи в монографиях и сборниках
- Суворов А. В. Тезисы о воображении (по дипломной работе; книги нет у автора, поэтому точный заголовок не указывается). (в книге: «Материалистическая диалектика как логика и методология современной науки. Пленарные доклады симпозиума». — Алма-Ата, 1977; 4 машинописные страницы.)
- Суворов А. В. Путь к саморазвитию. // Воспитание слепоглухонемых детей в семье и школе. — М., ВОС. — 1985; 1 печатный лист.
- Суворов А. В. Об элитарности гуманизма в современной педагогике. // «Актуальные вопросы развития личности (межвузовский сборник научных трудов)». — Шадринск: Шадринский государственный педагогический институт, 1995; 1 печатный лист.
- Суворов А. В. Рефлексия в условиях слепоглухоты. // «Доклады и сообщения» на Республиканском научно-психологическом семинаре «Проблемы рефлексивной психологии» 22—23 ноября 1994. Гродно, 1994.
- Суворов А. В. Формирование личности при слепоглухоте в свете проблемы искусственного и естественного интеллекта. // «Актуальные вопросы практической психологии (материалы научно-практической конференции)». Шадринск, 1996. — С. 118—125.
- Суворов А. В. Человечность как фактор саморазвития личности. // «Ежегодник Российского психологического общества: Психология сегодня». — Том 2. — Вып. 1. — 1996. — С. 3 — 6.
- Суворов А. В. Смысл жизни и воля к жизни. // Психолого-педагогические и философские аспекты проблемы смысла жизни. — М., Психологический институт РАО, 1997. Стр. 40 — 57.
- Суворов А. В. Обжитое социальное пространство и смысл жизни. // Психолого-педагогические и философские аспекты проблемы смысла жизни. — М., Психологический институт РАО, 1997. — С. 157—170.
- Суворов А. В. Саморазвитие как категория гуманистического подхода к личной реабилитации. // Понятийный аппарат педагогики и образования. Выпуск III, издательство «СВ-96», 1998. — С. 275—293.
- Суворов А. В. Жизнь и выживание. // «Персонал-profy. Новые технологии в психологии труда и управлении персоналом». Издание Министерства труда и занятости РФ — уральский регион. — Екатеринбург, 2000. — Вып. 2. — Ч.1. — С. 44—56.
- Суворов А. В. К теории и практике взаимной человечности. // Философско-педагогический анализ проблемы гуманизации образовательного процесса (Сб. научных статей, вып. 1). Под ред. Лобастова Г. В. — М., МИДА, 1998. — С. 73—96.)
- Суворов А. В. Экспениментальная философия (Э. В. Ильенков и А. И. Мещеряков). // «Э. В. Ильенков: личность и творчество. Идеальное, воображение, самосознание, культура». Редактор-составитель И. П. Фарман. — М., «Языки русской культуры», 1999. — С. 172—196.
- Суворов А. В. К теории и практике взаимной человечности. // Вопросы психологии внимания. #16. Международная академия психологических наук. — Саратов: Саратовский педагогический институт Университета имени Н. Г. Чернышевского, 1999. — С. 92—101.
- Суворов А. В. Нечто о смысле и бессмыслице. // Современные проблемы смысла жизни и Акме. — Москва — Самара: ПИ РАО., 2002. — С. 139—147.
- Суворов А. В. Человек и новые информационные технологии: завтра начинается сегодня / Составители: Елена Ван Поведская, Агустин Досиль Масейра. — СПб.: Речь, 2007. — 320 с. — А. В. Суворову в этой книге принадлежит часть стилистической и смысловой правки, а также тексты: Первый раздел, глава 1.2. Изобретения, сделавшие возможной технологическую революцию (в соавторстве с Еленой Ван; стр. 19-27); Заключение (стр. 295—309).
- Суворов А. В. Часть IV, глава 5: «Совместная педагогика» и становление смысложизненных ориентаций у детей и подростков в условиях дефицита общения. — С. 416—427 // Смысл жизни, акме и профессиональное становление педагога: учебное пособие для студентов педагогических вузов / под ред. В. Э. Чудновского. — М.; Обнинск: ИГ-СОЦИН, 208. — 532 с.
- Суворов А. В. «Талант и духовность как проблема» — С. 311—342 // Эвальд Васильевич Ильенков / Э. В. Ильенков; [под ред. В. И. Толстых]. — М.: Российская политическая энциклопедия (РОССПЭН), 208. — 431 с.: ил. — (Философия России второй половины XX в.) II. Аналитика.

### Научные конференции, симпозиумов, круглых столов
на русском языке
- Суворов А. В. Выступление на круглом столе по проблемам жеста и слова.// «В едином строю». — 1987. — № 8. (1 машинописная страница)
- Суворов А. В. Слепоглухие дети в условиях обычного пионерского лагеря. — Взаимосвязь формирования личности и коллектива (Материалы конференции). Рига, 1989. — С. 169—170.
- Суворов А. В. Понятие человечности в контексте философии Э. В. Ильенкова и проблема качества страдания. — (В кн.: Материалы межвузовской научной конференции «Университетский учёный: облик, образ, модель». 3—4 июня 1997. — М., Университет РАО, 1997. — С. 150—154.
- Суворов А. В. К теории и практике взаимной человечности. — (В кн.: Материалы восьмых Страховских чтений. Международная академия психологических наук. — Саратов: Саратовского педагогического института Университета имени Н. Г. Чернышевского, 1999. — С. 27—35.
- Суворов А. В. Интуиция в общении. // Ильенковские чтения. 18—19 февраля 1997. Тезисы выступлений. Министерство общего и профессионального образования Российской Федерации. — М.: Московский государственный университет печати: «Мир книги», 1997. Стр. 66—68.
- Суворов А. В. Общение с самим собой как основная форма саморазвития личности. // Международная конференция «Психология общения 2000: проблемы и перспективы» 25 — 27 октября (тезисы докладов) — М.: Учебно-методический коллектор «Психология», 2000. — С. 296—298.
- Суворов А. В. Обесчеловеченность общения. // Конфликт и личность в изменяющемся мире. Материалы международной научно-практической конференции 2 — 5 октября 2000 г. Правительство Удмуртской республики; Государственный комитет Удмуртской республики по труду; Министерство народного образования; Удмуртский государственный университет, факультет психологии и педагогики; региональное отделение Российского психологического общества. — Ижевск: УдГУ, 2000. — С. 47—50.
- Суворов А. В. Уединённый труд души как основная форма саморазвития личности (тезисы по одноимённой статье). — (В кн.: «Конфликт и личность в изменяющемся мире. Материалы международной научно-практической конференции 2 — 5 октября 2000 г.». Правительство Удмуртской республики; Государственный комитет Удмуртской республики по труду; Министерство народного образования; Удмуртский государственный университет, факультет психологии и педагогики; региональное отделение Российского психологического общества. — Ижевск: УдГУ, 2000. — С. 51—54.)
- Суворов А. В. Социальная педагогика, социальная инициатива и детское движение. // Социальные инициативы и детское движение. Материалы Российской научно-практической конференции 25 — 27 ноября 2000 г. — Ижевск: УдГУ, 2000. — С. 8—15.
- Суворов А. В. Смысл жизни и макропериодизация жизни. — (В кн.: «Психологические, философские и религиозные аспекты смысла жизни (Материалы III—IV симпозиумов)». Психологический институт Российской Академии Образования. — М.: «Ось-89», 2001. — С. 68—75.
- Суворов А. В. Антиэкстремальная коалиция. // Актуальные проблемы коррекционно-развивающего образования. Материалы международной научно-практической конференции 17 — 19 ноября 2003. — Орёл: Орловский государственный университет, 2003; ООО Издательский Дом «ОРЛИК», 2003. — С. 223—230.)
- Суворов А. В. Смысл жизни и талант (особенности мотивации талантливого подростка). // Смысл жизни и акме: 10 лет поиска. В 2 ч. Материалы VIII—X симпозиумов. Под ред. А. А. Бодалёва, Г. А. Вайзер, Н. Л. Карповой, В. Э. Чудновского. Часть 1. — М.: Смысл, 2004. — С. 139—146.
- Суворов А. В. Смысл жизни и человечность (диалог с самим собой). // Смысл жизни и акме: 10 лет поиска. В 2 ч. Материалы VIII—X симпозиумов. Под ред. А. А. Бодалёва, Г. А. Вайзер, Н. Л. Карповой, В. Э. Чудновского. Часть 2. — М.: Смысл, 2004. — Стр. 133—147.
- Суворов А. В. Невербальная ориентировка. — («Общение-2006»: на пути к энциклопедическому знанию. Материалы международной конференции 19 — 21 октября 2006. — М.: Психологический институт РАО, 2006. — С. 408—413.)
- Суворов А. В. Мобилизация личностных сил как психотерапевтическая стратегия. — («Психологические, логопедические и психотерапевтические аспеты восстановления нарушенного речевого общения при заикании». Материалы научно-практической конференции памяти Ю. Б. Некрасовой. — М.: ПИ РАО, 14 октября 2004. Опубликовано при поддержке Российского гуманитарного научного фонда, грант № 04-06-00269а. Москва — Самара, 2006. — С. 84—88.)
- Суворов А. В. Нравственное саморазвитие в условиях инвалидности. — Стр. 6 — 16 в книге: Технологии интеграции молодых инвалидов в обществе: Материалы Круглого стола 28 июня 2007 г. — М.: АНО ЦСА «Одухотворение», 2007. — 133 с.
- Суворов А. В. Осторожно: Прихватизаторы! — Стр. 124—131 в книге: Технологии интеграции молодых инвалидов в обществе: Материалы Круглого стола 28 июня 2007 г. — М.: АНО ЦСА «Одухотворение», 2007. — 133 с.

на английском языке
- Suvorov A. V. Problems of integration of the deaf-blind (from my experience) //Proceidings, III European Conference of the International Association for the Education Deafblind People. — Potsdam.- Barbara Wolfel, COC Kongrssorganisation Gmbh, 1993. — P. 315—319.
- Suvorov A. V. What is Meant by Over-integration. — //Proceidings, III European Conference of the International Association for the Education Deafblind People. — Potsdam. — Barbara Wolfel, COC Kongrssorganisation Gmbh, 1993. — P. 320—321.

## Педагогическая публицистика
- Суворов А. В. Учитель (коллективный портрет А. И. Мещерякова, написанный его учениками). // «Молодой коммунист». — 1975. — № 2. — С. 84—90.
- Суворов А. В. Как мы учимся. — («В едином строю», 1975, № 7; «Знание — сила», 1975, — № 8, С. 40—42; в обоих случаях — с разными предисловиями Э. В. Ильенкова; перепечатано также в журнале «Советский школьник», 1976, № 3, по Брайлю.)
- 3 машинописные страницы в коллективном портрете Э. В. Ильенкова. — («Библиотекарь», 1980, № 9.)
- Суворов А. В. Личное общее дело. // «В едином строю», 1987, № 11, С. 8—10.
- Суворов А. В. Как я учился самостоятельности. // «Наша жизнь», 1992, № 1, С. 34—36; № 2, С. 23—25.
- Суворов А. В. Спасительный контакт. // «Наша жизнь», 1992, № 9, С. 21—22.
- Суворов А. В. Рука в руке. // «Наша жизнь», 1993, № 3, С. 11—13.
- Суворов А. В. Общение с самим собой. // «В едином строю», 1993, № 4.
- Суворов А. В. Слышу, как растет моя душа. // «Наша жизнь», 1993, № 6, С. 20—21.
- Суворов А. В. Почему? // «Наша жизнь», 1994, № 1, С. 14—15.
- Суворов А. В. Центральная Личность. // «Наша жизнь», 1994, № 2, С. 24—25.
- Суворов А. В. Проблемы интеграции слепоглухих. // «Голос», 1994, № 1; 0.5 печатного листа.
- Суворов А. В. Социальный паралич. // «Если», 1994, № 5; 0.5 печатного листа.
- Суворов А. В. Отец Экспериментальной Философии. // «Наша жизнь», 1994, № 6, С. 14—15.
- Суворов А. В. Центральная личность. // «В едином строю», 1994, № 6.
- Суворов А. В. Другого мира не дано. // «Наша жизнь», 1994, № 10, С. 32—33.
- Суворов А. В. Нас называли «ребятки Ильенкова» (слово об учителе). // «Спутник», 1995, № 1, С. 47—48.
- Суворов А. В. Стань невидимкою! // «В едином строю», 1995, № 3; 0.5 печатного листа.
- Суворов А. В. Руководство по невидимости. // «Время Колокольчиков», 1995, выпуск VI, стр. 43—50.
- Суворов А. В. Секреты Восприятия. // «Наша жизнь», 1995, № 10, С. 26—27; № 11, С. 22—23; № 12, С. 26—27.
- Суворов А. В. Видеть и слышать душой. // «В едином строю», 1996, № 8, с. 11—14.
- Суворов А. В. Сезам, откройся! // «Наша жизнь», 1996, № 8, стр. 21—22.
- Суворов А. В. Как мой друг. // «Наша жизнь», 1996, № 9, стр. 20—21.
- Суворов А. В. Для равенства не было предпосылок. // «Наша жизнь», 1996, № 10, стр. 21—22.
- Суворов А. В. Он жил всего две недели. // «Наша жизнь», 1996, № 11, стр. 21—22.
- Суворов А. В. Не робинзон на необитаемом острове. // «Наша жизнь», 1996, № 12, стр. 18—19.
- Суворов А. В. Ищите сами… // «Наша жизнь», 1997, № 1, стр. 26—28.
- Суворов А. В. Нет денег — и будьте добры. // «Наша жизнь», 1997, № 2. стр. 22—23.
- Суворов А. В. Я давно вынес себе смертный приговор. // «Наша жизнь», 1997, № 4. Стр. 25—26. После статьи автора в конце «От редакции» — о маме, соболезнование редакции и читателей.
- Суворов А. В. Большое короткое счастье. // «В едином строю», 1997, № 6, стр. 20 — 22; № 7, стр. 18—20.
- Суворов А. В. Музыка — это часть меня самого. // «Наша жизнь», 1998, № 1. Стр. 26—27.
- Суворов А. В. Чего не сможешь ты один, то сможет ДОМ. // «Наша жизнь», 1998, № 11. Стр. 19—20.
- Суворов А. В. Их напугало слово «помощь». // «Наша жизнь», 1999, № 12. Стр. 23—24.
- Суворов А. В. Так что же такое душа? // «Химия и жизнь», 2003, № 11. Стр. 22 — 26.
- Суворов А. В. Как причёсывать Ёжика? // «Внеклассное чтение»; из номера в номер с 2001 по 2003 гг.
- Суворов А. В. Красноречивое молчание. // «В едином строю», 2004, № 7-8, стр. 9; подборка из шести стихотворений с редакционной аннотацией.
- Суворов А. В. Три стихотворения // «Антология глухих поэтов России XX века». — М.: «Загрей», 2000. — С. 175—176.
- Суворов А. В. Наш Олег Валентинович. // «Учительская газета» от 10 декабря 1985; 0.5 печатного листа.
- Суворов А. В. Кого воспитывать? // «Учительская газета» от 14 августа 1987; 0.5 печатного листа.
- Суворов А. В. О пределах полноценности. // «Учительская газета» от 25 декабря 1988; 0.5 печатного листа.
- Суворов А. В. Вся жизнь — как переход через Альпы. // «Комсомольская правда», 1993, № 49 от 18 сентября, С. 3.
- Суворов А. В. Бесспорность любви. // «Первое сентября», 1993, № 79 от 6 ноября, С. 1.
- Суворов А. В. Достоинство. // «Учительская газета», 1993, № 44 от 9 ноября, С. 12—13.
- Суворов А. В. Центральная личность. // «Учительская газета», № 48 — 49 (сдвоенный) от 17 декабря 1993.
- Суворов А. В. И тогда придет час Ильенкова. // «Учительская Газета», 1994, № 8 от 22 февраля, С. 2.
- Суворов А. В. Оптимисты. // «Эврика», 1994, № 3, С. 4.
- Суворов А. В. Диссертация от первого лица. // «Учительская газета», № 23, 4 июня 1996, стр. 18.
- Суворов А. В. Спасение — компьютер. // «Литературная газета», № 45 от 6 ноября 1996, стр. 12.
- Суворов А. В. Мой ликбез продолжается. // «Горчичное Зерно», издание прихода Церкви «Сретения Господня», Новая Деревня, сентябрь, 1999, № 4. Стр. 13.
- Суворов А. В. Творческая революция. // «Компьютерра без ограничений», 22 февраля 2000, № 6 (335), стр. 18—20.
- Суворов А. В. Сила, которая ведет нас по тропе взросления. «Первое сентября» № 62, 2002 г.
- Суворов А. В. Двойная звезда. // Опубликована в интернете по принципу «прочти и передай товарищу», а также в начале марта 2006 года в газете «Эврика».
- Суворов А. В. Рука умеет кричать. Курс невербальной ориентировки Александра Суворова. // «Учительская газета», 12 сентября 2006. (Сокращённый вариант статьи «Невербальная ориентировка».)
- Суворов А. В. Из склепа с любовью. // «Московский комсомолец», 21 ноября 2006. (Интервью.)
- Суворов А. В. «…Я всякий раз учусь у каждого ребёнка, как с ним надо разговаривать». Из летнего дневника доктора психологии. // «Первое сентября», № 21, 2007, стр. 17—18, 0,5 п.л.
- Суворов А. В. Лицом к закату. // «Первое сентября», № 7, 2008, стр. 20.
- Суворов А. В. Педагогика поддержки. // «Первое сентября», № 10, 2008.

## Поэзия
- Несколько (не больше пяти) подборок стихов в журнале «В едином строю» за 1979, 1980 и 1981.
- Подборка стихов и «Дактильная сказка». — («Время колокольчиков», 1992, выпуск 1; 0.5 печатного листа.)
- Три стихотворения. — («В едином строю», 1993, #6.)
- Подборка стихов. — («Голос», 1993, #2.)
- Свет. Отрывки из поэмы. — («В едином строю», 1997, #4, стр. 19.)
- «Что со мной? Почему так грустно?» — Фрагмент из поэмы «Свет» («Не грусти, сыночек, и прости…») — («Наша жизнь», 1997, #6, стр. 22.)
- Пять стихотворений с предисловием О. Васильевой. — («Школьный вестник», 1997, #7.)
- «Качели» — подборка стихов с авторским предисловием («Просвещение»,2006,#1)
- Суворов А. В. Достоинство в склепе. — Обновляемая книга стихов. — 400 с. (Размещена на личном сайте.)

## Награды
- Почётный международный доктор гуманитарных наук Саскуэханский университет[англ.] (штат Пенсильвания, США) (19 мая 1991 года).
- Золотая медаль имени Льва Толстого[6] (1996).
- Член Международной академии информатизации (11 ноября 1999 года)
- Почётный юбилейный знак Союза пионерских организаций — Федерации детских организаций (СПО — ФДО). (29 марта 2002 года)
- Памятная медаль, посвящённая международному году добровольцев, учреждённому Генеральной Ассамблеей ООН. (5 декабря 2002 года)
- Медаль имени Г. И. Челпанова I степени в связи с девяностолетним юбилеем Психологического института РАО. (6 апреля 2004 года)
- Получил общественную награду[7] «Орден Буратино» (2009).

## Участие в телепередачах и фильмах
- Телерепортаж на «Первом канале» 22 апреля 2007.
- Участие в прямом эфире программы «Новое времечко» 3 сентября 2007.
- Участие в фильме «Теория невероятности (неограниченные способности)». — «Первый канал», 16 октября 2007.
- Телерепортаж с выставки в Третьяковской галерее на «Первом канале» не позднее 27 марта 2008.
- Фильм «Мы вам нужны». — Православное Информационное Агентство «Русская летопись», 2012.
- Прямой эфир на ютуб канале «INCLUSIVE PRACTICES», 2021.
- Репортаж на ютуб канале Коллектив «Стал профессором после эксперимента советских ученых», 2022.

## Цитаты
- Даже умение принимать пищу с помощью специально для этого предназначенных «орудий» — ложек и тарелок — переходит в личный опыт из общечеловеческого. Не говоря уже о более сложных умениях.
- После Семнадцатого года раздавались призывы «сбросить с борта парохода современности» всю прежнюю культуру, в том числе Пушкина. Нынешние «демократические» радетели культуры в этом отношении ничуть не лучше: они норовят выбросить «за борт» всю – без разбора — советскую культуру. Как же мы себя грабим!..
- Вообще их три, вечных философских вопроса: первый «Что такое?», второй — «Почему?», а третий — «Зачем?». Что такое мир, в котором мы живём? Почему он такой, а не иной? И зачем мы в этом мире, каково наше в нем место, то есть не «зачем солнце» или «зачем жизнь» вообще, а — что нам в этом мире, который «что такое» и «почему», – делать?
- Невыносимо, когда не можешь удовлетворить самостоятельно элементарнейших потребностей: просто на свежем воздухе погулять, друзей навестить, не разыскивая сопровождающего, посетить концерт любимой музыки. Невыносимо сидеть в четырёх стенах, боясь высунуться без присмотра.